# Округ Рио Гранд (Колорадо)
Рио Гранд (енгл. Rio Grande County) је округ у америчкој савезној држави Колорадо. По попису из 2010. године број становника је 11.982. Седиште округа је град Дел Норт.

## Демографија
Према попису становништва из 2010. у округу је живело 11.982 становника, што је 431 (3,5%) становника мање него 2000. године.
| Група             | 2000.         | 2010.         |
| Белци             | 7.022 (56,6%) | 6.600 (55,1%) |
| Афроамериканци    | 43 (0,3%)     | 43 (0,4%)     |
| Азијати           | 28 (0,2%)     | 42 (0,4%)     |
| Хиспаноамериканци | 5.172 (41,7%) | 5.086 (42,4%) |
| Укупно            | 12.413        | 11.982        |